# Forêts claires à Baikiaea du Zambèze
Localisation
L'écorégion africaine des forêts claires à Baikiaea du Zambèze, appartenant au biome des prairies, savanes et terres arbustives tropicales et subtropicales de l'écozone afrotropicale.

## Caractéristiques

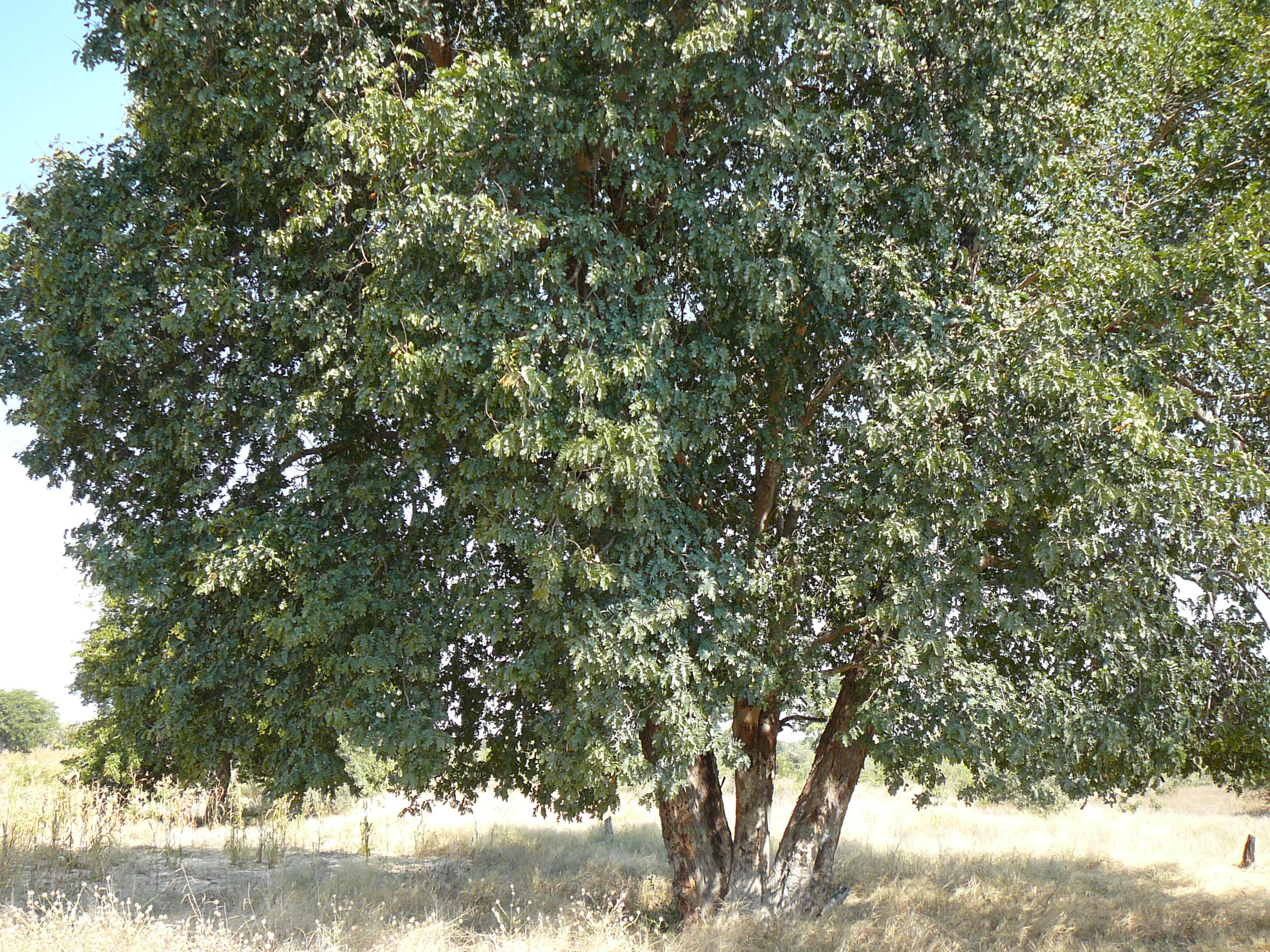
Teck du Zambèze, ici en Namibie.

L'écorégion est constituée de forêts sèches, dominées par le teck du Zambèze, Baikiaea plurijuga, poussant sur des sols constitués de sable du Kalahari. Le climat est chaud et semi-aride.
Les limites du sable du Kalahari délimitent la « frontière » est et ouest de l'écorégion. Sa limite sud est celle où le gel apparaît. Au nord, où les précipitations sont plus importantes, elle laisse place à une végétation faite de forêts sempervirentes à Cryptosepalum et de miombo. De vastes dambos la parsèment car les sols très profonds retiennent l'humidité toute l'année, ce qui permet le maintien d'un couvert végétal malgré la faiblesse des précipitations. C'est une zone de transition entre les forêts humides de la savane méridionale et les déserts secs du sud-ouest.
On trouve de rares forêts naines de Baikiaea plurijuga, de 1 à 1,5 mètre de hauteur, dans le district de Sesheke, dans l'ouest de la Zambie.